# Box-office France 2013
Cet article traite du box-office de 2013 en France. Selon le CNC, l'année s'achève à 192,8 millions d'entrées « en dessous de la moyenne des dix dernières années qui est à 195 millions » ; la fréquentation des salles de cinéma a reculé de 5,3 % en l'an 2013 dans l'Hexagone.

## Les films à succès

### Un septuor de tête hétéroclite mené par Disney
Pas moins de six genres de films font partie des sept premiers de l'année 2013 : deux films d'animation, un film de fantasy, un film de super-héros, un western, un thriller spatial et une comédie française. Ces sept films se tiennent en un moins d'un million d'entrées en tête du classement, mené par La Reine des Neiges.
Si Disney avait par deux fois atteint la place de numéro un annuel ces dix dernières années grâce aux studios d'animation Pixar (grâce au Monde de Nemo en 2003 et à Ratatouille en 2007), il faut remonter à 1996 pour retrouver un classique d'animation Disney à cette place : il s'agissait du Bossu de Notre-Dame. La Reine des Neiges a réussi à conquérir le public tout le long des vacances de Noël et même au-delà pour atteindre la première place du classement, en terminant au-dessus de la barre des 5 millions d'entrées. Notons néanmoins que le film d'animation réalise, même au-delà de l'année écoulée, le plus bas score pour un leader annuel depuis une vingtaine d'années, le dernier record étant détenu par Basic Instinct, auteur de 4,6 millions d'entrées en 1992.
Le deuxième volet de la trilogie du Hobbit, La Désolation de Smaug, était en confrontation directe avec le film de Disney, sortant à la même période. Bien que n'atteignant pas les scores de la trilogie du Seigneur des Anneaux, le film a fait légèrement mieux qu'Un voyage inattendu en termes d'entrées et termine à la deuxième place du classement avec 4,7 millions d'entrées, fait seulement égalé par Le Retour du roi en 2003, terminant également derrière un film Disney.
Moi, moche et méchant 2, coproduction franco-américaine, a cartonné durant tout l'été et a réussi à s'imposer face à tous ses concurrents, y compris le Pixar annuel, Monstres Academy. Il est resté numéro un durant plusieurs mois avant d'être détrôné par l'actuel duo de tête, totalisant 4,65 millions d'entrées : c'est une progression de près de 50 % par rapport au premier volet.
Le succès d'Iron Man 3, largement supérieur aux deux premiers épisodes, est similaire à celui d'Avengers, sorti l'année précédente qui réunissait tous les héros de l'univers cinématographique Marvel. Sorti juste avant les vacances de Pâques, il est parvenu à écraser la concurrence et a réalisé le meilleur démarrage de l'année, en engrangeant plus de deux millions d'entrées en sept jours. Il termina sa carrière à presque 4,4 millions d'entrées.
Django Unchained a connu le succès sur la longueur. Le dernier film de Quentin Tarantino a été le grand succès de ce début d'année, enchaînant quatre semaines en tête du box-office, ce qu'aucun autre film n'a réalisé cette année. La réalisation a été saluée par la critique et le public, ce qui aura permis au réalisateur de pulvériser son record en France que détenait Inglourious Basterds depuis 2009 : Django a ramené 4,3 millions de personnes dans les salles.
Un autre film a également bénéficié de critiques dithyrambiques, cette fois en fin d'année et dans un registre totalement différent : Gravity. Reconnu pour ses qualités visuelles et sonores, le film réalise un démarrage canon durant les vacances de la Toussaint pour également dépasser la barre des 4 millions d'entrées. Le film recevra par la suite 10 nominations aux Oscars, et en remportera 7, dont celui du meilleur réalisateur.
Enfin, le septuor se termine par Les Profs, une adaptation de la bande-dessinée éponyme et seul film 100 % français du top. Il est parvenu jusqu'aux vacances d'été à attirer presque 4 millions de spectateurs : c'est la comédie la plus vue en France depuis Sur la piste du Marsupilami, qui était également une adaptation de B.D.

### Les succès français
2013 ne fut pas une grande année pour le cinéma français, avec seulement 17 films ayant franchi la barre du million d'entrées dans l'Hexagone. Comme chaque année, les comédies françaises représentent les plus grands succès : Les Profs avec 4 millions de spectateurs, mais également Les Garçons et Guillaume, à table ! de Guillaume Gallienne qui s'avèrera être un succès surprise de fin d'année, engrangeant 2,8 millions d'entrées et récoltera par la suite 5 César. Parmi les autres succès plus ou moins inattendus, on peut noter 9 mois ferme (2 millions d'entrées, meilleur score pour un film d'Albert Dupontel), Les Gamins (1,6 million de spectateurs), 20 ans d'écart (1,4 million), ou encore La Cage dorée, Vive la France ou encore Paulette qui ont tous dépassé le million d'entrées. A contrario, d'autres comédies pourtant plus prometteuses ont obtenu des scores décevants, notamment Eyjafjallajökull avec Dany Boon (seulement 1,8 million d'entrées), ou encore Casse-tête chinois qui a sous-performé par rapport à ses prédécesseurs L'Auberge espagnole et Les Poupées russes (seulement 1,5 million d'entrées).
Dans d'autres genres, Belle et Sébastien, film d'aventure adapté du roman et de la série à succès a réussi à conquérir le public durant les vacances de Noël en frôlant les 3 millions de tickets vendus. Jappeloup, avec Guillaume Canet, a également réalisé un bon score pour un film dramatique (1,8 million de spectateurs), mais a un peu déçu à cause de son budget de 26 millions d'euros. Le documentaire Sur le chemin de l'école aura été un grand succès sur la longueur, restant plus de 6 mois à l'affiche et totalisant presque 1,4 million de billets vendus. Et alors que La Vie d'Adèle est parvenu grâce à sa palme d'or à Cannes à atteindre le million d'entrées, le thriller Möbius a quelque peu déçu au vu du casting (le premier film avec Jean Dujardin après sa consécration aux Oscars), avec 1 million de spectateurs et un budget de presque 6 millions d'euros.

## Tendance ascendante
. Le deuxième volet du Hobbit fait mieux que son prédécesseur, avec 196 621 entrés en plus, mais n'atteint toujours pas les scores du Seigneur des Anneaux.
.Moi, Moche et Méchant 2 attire 1 693 177 spectateurs en plus que le premier, sorti en 2010.
.Iron Man 3 réalise 1 811 674 et 2 346 892 de plus que Iron Man 2 et Iron Man, et effectue le deuxième meilleur score pour un film Marvel derrière Avengers. 
.Hunger Games : L'Embrasement est en nette hausse par rapport au premier attirant 1 410 837 spectateurs en plus que le premier. 
.Fast and Furious 6 effectue le meilleur score de la saga, avec 478 786 entrées de plus que Fast and Furious 5. 
.Man of Steel marque le retour de superman sur grand écran, 7 ans après Superman Returns. Premier film de L'univers Cinématographique DC, avec 2,3 millions d'entrées, il réalise un bien meilleur score, que les précédentes adaptations, 807 181 en plus que Superman returns. Il réalise ainsi le deuxième meilleur score de la saga superman, derrière le premier de 1978. 
.Thor le Monde des ténèbres, attire 640 781 spectateurs de plus par rapport au premier. 

## Les millionnaires
- États-Unis : 37 films (coproductions : Royaume-Uni : 2 films, France : 2 films, Nouvelle-Zélande : 1 film, Australie : 1 film, Canada : 1 film et Chine : 1 film)
- France : 17 films (coproductions : Belgique : 2 films, Portugal : 1 film et Espagne : 1 film)
- Belgique : 1 film
- Total : 55 films

| Class. | Titre                                | Pays                                | Réalisateur                    | Box-Office France | Semaines |
| ------ | ------------------------------------ | ----------------------------------- | ------------------------------ | ----------------- | -------- |
| 1      | La Reine des neiges                  |                                     | Chris Buck et Jennifer Lee     | 5 149 518         | 27 (fin) |
| 2      | Le Hobbit : La Désolation de Smaug   |                                     | Peter Jackson                  | 4 701 246         | 10 (fin) |
| 3      | Moi, moche et méchant 2              |                                     | Pierre Coffin et Chris Renaud  | 4 655 036         | 22 (fin) |
| 4      | Iron Man 3                           |                                     | Shane Black                    | 4 386 939         | 10 (fin) |
| 5      | Django Unchained                     |                                     | Quentin Tarantino              | 4 303 569         | 19 (fin) |
| 6      | Gravity                              |                                     | Alfonso Cuarón                 | 4 094 466         | 23 (fin) |
| 7      | Les Profs                            |                                     | Pierre-François Martin-Laval   | 3 957 176         | 20 (fin) |
| 8      | Hunger Games : L'Embrasement         |                                     | Francis Lawrence               | 3 140 889         | 12 (fin) |
| 9      | Le Loup de Wall Street               | Martin Scorsese                     | 3 009 494                      | 15 (fin)          |          |
| 10     | Insaisissables                       |                                     | Louis Leterrier                | 3 005 837         | 14 (fin) |
| 11     | Fast and Furious 6                   |                                     | Justin Lin                     | 2 994 362         | 10 (fin) |
| 12     | Belle et Sébastien                   |                                     | Nicolas Vanier                 | 2 966 318         | 12 (fin) |
| 13     | Les Garçons et Guillaume, à table !  |                                     | Guillaume Gallienne            | 2 818 013         | 24 (fin) |
| 14     | Turbo                                |                                     | David Soren                    | 2 472 511         | 13 (fin) |
| 15     | World War Z                          | Marc Forster                        | 2 444 735                      | 9 (fin)           |          |
| 16     | Thor : Le Monde des ténèbres         | Alan Taylor                         | 2 353 234                      | 7 (fin)           |          |
| 17     | Les Croods                           | Chris Sanders et Kirk DeMicco       | 2 350 349                      | 18 (fin)          |          |
| 18     | Man of Steel                         |                                     | Zack Snyder                    | 2 303 132         | 9 (fin)  |
| 19     | Les Schtroumpfs 2                    |                                     | Raja Gosnell                   | 2 263 030         | 16 (fin) |
| 20     | Monstres Academy                     | Dan Scanlon                         | 2 135 699                      | 17 (fin)          |          |
| 21     | 9 mois ferme                         |                                     | Albert Dupontel                | 2 070 776         | 36 (fin) |
| 22     | Boule et Bill                        | Alexandre Charlot et Franck Magnier | 2 006 408                      | 13 (fin)          |          |
| 23     | Wolverine : Le Combat de l'immortel  |                                     | James Mangold                  | 1 989 081         | 9 (fin)  |
| 24     | Le Majordome                         | Lee Daniels                         | 1 932 081                      | 16 (fin)          |          |
| 25     | Very Bad Trip 3                      | Todd Phillips                       | 1 925 020                      | 8 (fin)           |          |
| 26     | Die Hard : Belle journée pour mourir | John Moore                          | 1 824 376                      | 8 (fin)           |          |
| 27     | Jappeloup                            |                                     | Christian Duguay               | 1 821 968         | 9 (fin)  |
| 28     | Eyjafjallajökull                     | Alexandre Coffre                    | 1 787 433                      | 10 (fin)          |          |
| 29     | Hôtel Transylvanie                   |                                     | Genndy Tartakovsky             | 1 709 998         | 10 (fin) |
| 30     | Planes                               | Klay Hall                           | 1 674 646                      | 8 (fin)           |          |
| 31     | Les Gamins                           |                                     | Anthony Marciano               | 1 647 260         | 12 (fin) |
| 32     | Le Monde Fantastique d'Oz            |                                     | Sam Raimi                      | 1 592 409         | 10 (fin) |
| 33     | Gatsby le Magnifique                 |                                     | Baz Luhrmann                   | 1 570 321         | 18 (fin) |
| 34     | Elysium                              |                                     | Neill Blomkamp                 | 1 517 597         | 8 (fin)  |
| 35     | Casse-tête chinois                   |                                     | Cédric Klapisch                | 1 515 154         | 13 (fin) |
| 36     | Percy Jackson : La Mer des monstres  |                                     | Thor Freudenthal               | 1 470 269         | 13 (fin) |
| 37     | Blue Jasmine                         | Woody Allen                         | 1 454 894                      | 21 (fin)          |          |
| 38     | 20 ans d'écart                       |                                     | David Moreau                   | 1 400 146         | 8 (fin)  |
| 39     | Sur le chemin de l'école             | Pascal Plisson                      | 1 384 572                      | 30 (fin)          |          |
| 40     | Oblivion                             |                                     | Joseph Kosinski                | 1 331 599         | 7 (fin)  |
| 41     | Lincoln                              | Steven Spielberg                    | 1 320 425                      | 17 (fin)          |          |
| 42     | After Earth                          | M. Night Shyamalan                  | 1 276 118                      | 9 (fin)           |          |
| 43     | La Cage dorée                        |                                     | Ruben Alves                    | 1 231 760         | 22 (fin) |
| 44     | Epic : La Bataille du royaume secret |                                     | Chris Wedge                    | 1 211 919         | 11 (fin) |
| 45     | Lone Ranger, naissance d'un héros    | Gore Verbinski                      | 1 175 633                      | 7 (fin)           |          |
| 46     | Alceste à bicyclette                 |                                     | Philippe Le Guay               | 1 169 254         | 15 (fin) |
| 47     | Conjuring : Les Dossiers Warren      |                                     | James Wan                      | 1 163 218         | 11 (fin) |
| 48     | Prisoners                            | Denis Villeneuve                    | 1 155 295                      | 15 (fin)          |          |
| 49     | Vive la France                       |                                     | Michaël Youn                   | 1 107 835         | 8 (fin)  |
| 50     | Möbius                               | Éric Rochant                        | 1 095 433                      | 6 (fin)           |          |
| 51     | Happiness Therapy                    |                                     | David O. Russell               | 1 067 238         | 12 (fin) |
| 52     | La Vie d'Adèle                       |                                     | Abdellatif Kechiche            | 1 036 811         | 26 (fin) |
| 53     | Paulette                             |                                     | Jérôme Enrico                  | 1 035 257         | 11 (fin) |
| 54     | Le Manoir magique                    |                                     | Ben Stassen et Jeremy Degruson | 1 025 319         | 10 (fin) |
| 55     | Pacific Rim                          |                                     | Guillermo del Toro             | 1 019 101         | 8 (fin)  |

## Les records par semaine
| Semaines    | Titre                              | Pays                          | Réalisateur                | Entrées   |
| ----------- | ---------------------------------- | ----------------------------- | -------------------------- | --------- |
| 1re semaine | Iron Man 3                         |                               | Shane Black                | 2 064 740 |
| 2e semaine  | Le Hobbit : La Désolation de Smaug |                               | Peter Jackson              | 1 085 783 |
| 3e semaine  | Le Hobbit : La Désolation de Smaug | 1 066 280                     | Peter Jackson              |           |
| 4e semaine  | La Reine des neiges                |                               | Chris Buck et Jennifer Lee | 1 019 069 |
| 5e semaine  | La Reine des neiges                | 675 380                       | Chris Buck et Jennifer Lee |           |
| 6e semaine  | Django Unchained                   | Quentin Tarantino             | 271 025                    |           |
| 7e semaine  | Moi, moche et méchant 2            | Pierre Coffin et Chris Renaud | 212 442                    |           |
| 8e semaine  | Moi, moche et méchant 2            | Pierre Coffin et Chris Renaud | 132 822                    |           |
| 9e semaine  | Moi, moche et méchant 2            | Pierre Coffin et Chris Renaud | 132 713                    |           |
| 10e semaine | Moi, moche et méchant 2            | Pierre Coffin et Chris Renaud | 78 360                     |           |
| 11e semaine | Moi, moche et méchant 2            | Pierre Coffin et Chris Renaud | 39 509                     |           |
| 12e semaine | Sur le chemin de l'école           |                               | Pascal Plisson             | 53 895    |
| 13e semaine | Sur le chemin de l'école           | 51 092                        | Pascal Plisson             |           |

## Plus longues durées à l'affiche
| Semaines    | Titre                               | Pays                      | Réalisateur                   |
| ----------- | ----------------------------------- | ------------------------- | ----------------------------- |
| 36 semaines | 9 mois ferme                        | France                    | Albert Dupontel               |
| 30 semaines | Sur le chemin de l'école            | France                    | Pascal Plisson                |
| 28 semaines | Hannah Arendt                       | Allemagne France          | Margarethe von Trotta         |
| 27 semaines | La Reine des neiges                 | États-Unis                | Chris Buck et Jennifer Lee    |
| 26 semaines | La Vie d'Adèle                      | France Belgique Espagne   | Abdellatif Kechiche           |
| 24 semaines | Wadjda                              | Arabie saoudite Allemagne | Haifaa al-Mansour             |
| 24 semaines | Gravity                             | États-Unis Royaume-Uni    | Alfonso Cuarón                |
| 24 semaines | Les Garçons et Guillaume, à table ! | France Belgique           | Guillaume Gallienne           |
| 22 semaines | La Cage dorée                       | France Portugal           | Ruben Alves                   |
| 22 semaines | Moi, moche et méchant 2             | États-Unis France         | Pierre Coffin et Chris Renaud |
| 22 semaines | The Lunchbox                        | Inde France Allemagne     | Ritesh Batra                  |
| 22 semaines | Tel père, tel fils                  | Japon                     | Hirokazu Kore-eda             |

## Box-office par semaine
| #  | Date (à partir du) | Film no 1                            | Pays      | Entrées   |
| -- | ------------------ | ------------------------------------ | --------- | --------- |
| 1  | 2 janvier 2013     | Le Hobbit : Un voyage inattendu      |           | 585 701   |
| 2  | 9 janvier 2013     | De l'autre côté du périph            |           | 248 296   |
| 3  | 16 janvier 2013    | Django Unchained                     |           | 1 128 810 |
| 4  | 23 janvier 2013    | Django Unchained                     | 922 998   |           |
| 5  | 30 janvier 2013    | Django Unchained                     | 647 571   |           |
| 6  | 6 février 2013     | Django Unchained                     | 460 006   |           |
| 7  | 13 février 2013    | Hôtel Transylvanie                   | 427 257   |           |
| 8  | 20 février 2013    | Die Hard : Belle journée pour mourir | 830 130   |           |
| 9  | 27 février 2013    | Boule et Bill                        |           | 871 475   |
| 10 | 6 mars 2013        | Boule et Bill                        | 539 970   |           |
| 11 | 13 mars 2013       | Le Monde fantastique d'Oz            |           | 788 437   |
| 12 | 20 mars 2013       | Jappeloup                            |           | 388 345   |
| 13 | 27 mars 2013       | G.I. Joe : Conspiration              |           | 437 058   |
| 14 | 3 avril 2013       | G.I. Joe : Conspiration              | 213 300   |           |
| 15 | 10 avril 2013      | Oblivion                             | 598 132   |           |
| 16 | 17 avril 2013      | Les Profs                            |           | 1 037 269 |
| 17 | 24 avril 2013      | Iron Man 3                           |           | 2 064 740 |
| 18 | 1er mai 2013       | Iron Man 3                           | 1 011 914 |           |
| 19 | 8 mai 2013         | Iron Man 3                           | 656 686   |           |
| 20 | 15 mai 2013        | Gatsby le Magnifique                 |           | 760 438   |
| 21 | 22 mai 2013        | Fast and Furious 6                   |           | 1 546 806 |
| 22 | 29 mai 2013        | Very Bad Trip 3                      | 944 983   |           |
| 23 | 5 juin 2013        | After Earth                          | 548 418   |           |
| 24 | 12 juin 2013       | Star Trek Into Darkness              | 433 073   |           |
| 25 | 19 juin 2013       | Man of Steel                         |           | 1 054 552 |
| 26 | 26 juin 2013       | Moi, moche et méchant 2              |           | 1 418 855 |
| 27 | 3 juillet 2013     | World War Z                          | 1 209 900 |           |
| 28 | 10 juillet 2013    | Monstres Academy                     | 587 446   |           |
| 29 | 17 juillet 2013    | Pacific Rim                          | 510 094   |           |
| 30 | 24 juillet 2013    | Wolverine : Le Combat de l'immortel  | 1 029 033 |           |
| 31 | 31 juillet 2013    | Insaisissables                       |           | 961 911   |
| 32 | 7 aout 2013        | Insaisissables                       | 625 131   |           |
| 33 | 14 aout 2013       | Elysium                              |           | 608 085   |
| 34 | 21 aout 2013       | Percy Jackson : La Mer des monstres  | 391 482   |           |
| 35 | 28 aout 2013       | Red 2                                | 336 533   |           |
| 36 | 4 septembre 2013   | White House Down                     | 272 508   |           |
| 37 | 11 septembre 2013  | Le Majordome                         | 378 298   |           |
| 38 | 18 septembre 2013  | Le Majordome                         | 306 836   |           |
| 39 | 25 septembre 2013  | Blue Jasmine                         | 494 375   |           |
| 40 | 2 octobre 2013     | Eyjafjallajökull                     |           | 545 928   |
| 41 | 9 octobre 2013     | Planes                               |           | 502 890   |
| 42 | 16 octobre 2013    | Turbo                                | 687 807   |           |
| 43 | 23 octobre 2013    | Gravity                              |           | 1 493 000 |
| 44 | 30 octobre 2013    | Thor : Le Monde des ténèbres         |           | 1 159 433 |
| 45 | 6 novembre 2013    | Gravity                              |           | 646 535   |
| 46 | 13 novembre 2013   | Cartel                               | 343 622   |           |
| 47 | 20 novembre 2013   | Les Garçons et Guillaume, à table !  |           | 717 450   |
| 48 | 27 novembre 2013   | Hunger Games : L'Embrasement         |           | 1 425 123 |
| 49 | 4 décembre 2013    | La Reine des neiges                  | 862 291   |           |
| 50 | 11 décembre 2013   | Le Hobbit : La Désolation de Smaug   |           | 1 619 507 |
| 51 | 18 décembre 2013   | Le Hobbit : La Désolation de Smaug   | 1 085 783 |           |
| 52 | 25 décembre 2013   | Le Hobbit : La Désolation de Smaug   | 1 066 280 |           |

## Classements complémentaires
- Box-office par année